# Rødbrun spurv
Rødbrun spurv (latin: Passer rutilans) er en fugleart, der lever i Hindu Kush, Himalaya og det østlige Asien.